# 比尔瓦迪
比尔瓦迪（Birwadi），是印度马哈拉施特拉邦赖加德县的一个城镇。总人口7271（2001年）。

## 人口
该地2001年总人口7271人，其中男性3961人，女性3310人；0—6岁人口1132人，其中男601人，女531人；识字率74.69%，其中男性为79.88%，女性为68.49%。